# Oued Amlil
Oued Amlil (arabiska: واد امليل) är en stad i Marocko. Den ligger i provinsen Taza och regionen Fès-Meknès, 240 km öster om huvudstaden Rabat. Antalet invånare var 10 405 vid folkräkningen 2014.